# Plan de la Cruz
Plan de la Cruz är en ort i Mexiko.   Den ligger i kommunen Ayahualulco och delstaten Veracruz, i den sydöstra delen av landet, 210 km öster om huvudstaden Mexico City. Plan de la Cruz ligger 2 271 meter över havet och antalet invånare är 237.
Terrängen runt Plan de la Cruz är kuperad åt nordväst, men åt sydost är den bergig. Runt Plan de la Cruz är det ganska tätbefolkat, med 90 invånare per kvadratkilometer. Närmaste större samhälle är Xico, 16,8 km öster om Plan de la Cruz. I omgivningarna runt Plan de la Cruz växer huvudsakligen savannskog.